# 布瓦特龙 (塞纳-马恩省)
布瓦特龙（法語：Boitron，法語發音：[bwatʁɔ̃] ⓘ）是法国塞纳-马恩省的一个市镇，属于普罗万区。

## 地理
布瓦特龙（48°53'51"N, 3°15'37"E）面积5.14 平方千米，位于法国法蘭西島大區塞纳-马恩省，该省份为法国北部内陆省份，北起瓦兹省，西接埃松省、马恩河谷省、塞纳-圣但尼省和瓦兹河谷省，南至卢瓦雷省，东南接约讷省，东临马恩省和奥布省，东北接埃纳省。
与布瓦特龙接壤的市镇（或旧市镇、城区）包括：莫兰河畔奥利、萨布洛尼耶尔、拉特雷图瓦尔、巴斯韦勒。

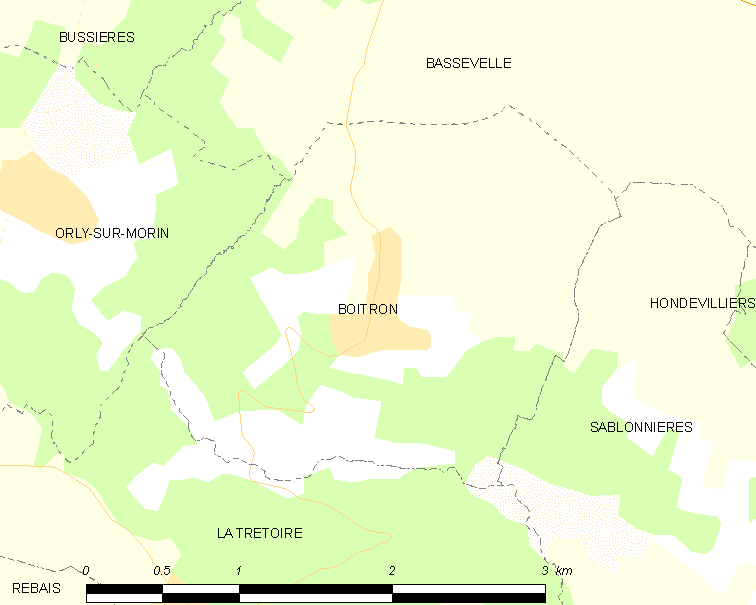
的OSM定位图

布瓦特龙的时区为UTC+01:00、UTC+02:00（夏令时）。

## 行政
布瓦特龙的邮政编码为77750，INSEE市镇编码为77043。

## 政治
布瓦特龙所属的省级选区为库洛米耶县。

## 人口

1962-2008年间人口变化图示

布瓦特龙于2022年1月1日时的人口数量为326人。